# Judah Folkman
Moses Judah Folkman (Cleveland, 24 febbraio 1933 – Denver, 14 gennaio 2008) è stato un oncologo statunitense, noto per le sue ricerche su angiogenesi e vasculogenesi.
I suoi studi stabilirono che ogni tumore fabbrica piccoli vasi sanguigni per nutrirsi. Da qui il nome di antiangiogenesi terapia.

## Biografia
Judah Folkman nato il 24 febbraio 1933 a Cleveland da padre Jerome e madre Bessie Schomer. Jerome Folkman discende da una lunga dinastia di rabbini, una famiglia originaria dell'Europa Centrale che poi nel 1800 si trasferì negli Stati Uniti d'America. Benjamin, il nonno di Judah, visse a Cleveland e come undicesimo di dodici figli decise di interrompere la successione rabbinica per seguire le sue ambizioni e diventare medico. Ben presto Benjamin, non avendo adeguate risorse economiche per poter proseguire gli studi, dovette rinunciare al suo sogno entrando così in un fruttuoso commercio di abiti da donna. Il papà di Judah, Jerome, avendo deciso di riprendere la pratica familiare, divenne rabbino di una piccola sinagoga a Jackson nel Michigan. Subito dopo nel 1930 sposò Bessie Schomer che frequentava la Shuster-Martin School of Drama e recitava nei teatri locali. Dal matrimonio nacquero tre figli, in ordine Judah, David e Joy.

### Giovinezza (1933-1950)
Poco dopo la nascita di Judah la famiglia si trasferì da Jackson a Grand Rapid, dove il padre venne incaricato di gestire una congregazione più ampia, di circa 200 famiglie. I genitori di Judah furono sempre molto attenti alla crescita culturale dei figli, facendo tesoro nel vissuto quotidiano di qualsiasi esperienza che potesse risultare significativa dal punto di vista educativo: le visite alle fattorie dei membri della congregazione, le delucidazioni dei medici agli ammalati, la lettura di libri biografici di personaggi illustri come Isaac Newton o Pasteur, ecc. Inoltre ogni domenica, sin dall'età di sette anni(1940), si recava con il padre presso l'ospedale locale, nell'intento di portare conforto spirituale agli ammalati: queste visite segnarono profondamente l'adolescenza di Judah. Di qui la decisione di non voler seguire le orme paterne nella carriera rabbinica, ma di dedicare la sua vita alla cura degli ammalati e diventare medico.

### Il trasferimento in Ohio
Dopo un'iniziale disapprovazione, il padre finì con l'incoraggiarlo, concedendogli l'uso dello scantinato di casa per coltivare i suoi interessi. In pochissimo tempo, a soli dieci anni (1943, creò un piccolo laboratorio ove passava intere giornate. Nonostante la giovane età, Judah mostrò subito quale fosse la sua più grande dote: la determinazione. A tredici anni rifiutò come regalo per il suo Bar mitzvah una jeep a lui offerta in dono dal nonno, esprimendo invece la volontà di possedere uno dei migliori microscopi dell'epoca. Nel suo laboratorio faceva di tutto, da esperimenti chimici a dissezioni animali. A quattordici anni vinse un premio per aver tenuto in vita per giorni un topo utilizzando del sangue di mucca preso in macelleria. Oltre alle attività di laboratorio in estate era solito partecipare attivamente alla vita dei Boy Scouts, e fare volontariato negli ospedali per respirarne l'atmosfera.
Nel 1947 la famiglia si trasferì nell'Ohio, dove il padre aveva ricevuto l'incarico di dirigere una grande sinagoga. Anche qui ben presto Judah, nell'intento di continuare a coltivare i suoi interessi in ambito medico, trovò lavoro come inserviente all'Ohio State University Hospital. Un pomeriggio, per sua fortuna, fu notato da certo Dr. Robert Zollinger, presidente dei chirurghi delle università Americane, ed esperto in addestramento chirurgico (soprattutto su cani) che operava in un laboratorio situato vicino all'Ohio State Veterinary School. Il Dr. Robert Zollinger, da sempre attento a studenti precoci, offrì a Judah un lavoro nel suo laboratorio canino. Per tutta la durata dei suoi studi liceali Judah si recò ogni giorno al laboratorio, imparando nella pratica l'arte della chirurgia. Si narra che ogni sera si divertisse a far nodi su tutte le tovaglie di casa, nel più breve tempo possibile, per migliorare la sua destrezza e abilità manuale, diventando così ambidestro. Nel 1950, alla fine del liceo, fece domanda di ammissione alle secolari e prestigiose università di Harvard e Yale. Zollinger riteneva fosse meglio che Judah restasse all'Ohio State Universitary al fine di acquisire le basi di anatomia e migliorare le sue capacità chirurgiche in laboratorio, quasi certo del fatto che, se avesse tentato di entrare direttamente ad Harvard O Yale, sarebbe stato rifiutato. E così fu infatti. Il rifiuto subito dalle prestigiose università spinsero Judah a frequentare l'Ohio State Universitary con l'ambizione di arrivare, primo dei laureati dell'Ohio, a varcare le porte di Harvard.

### Gli anni all'università (1950-1957)
Una volta deciso di seguire il consiglio del Dr. Zollinger, quella stessa estate, Judah si mise all'opera. L'università richiedeva che gli studenti, oltre che studiare per gli esami, aderirissero ad attività aggiuntive interne, alle quali raramente Judah partecipava, preferendo frequentare nel tempo libero il laboratorio canino. Tuttavia grazie alla sua media elevata non rischiò mai l'espulsione dall'università. In poco più di un anno di università acquisì una buona conoscenza delle basi di anatomia, iniziando talvolta ad effettuare operazioni chirurgiche, in genere addominali. Nel periodo trascorso all'Ohio State university collaborò con altri due chirurghi allo scopo di ridurre i danni che la chirurgia gastrica arrecava al fegato, quando cioè il flusso sanguigno rimaneva bloccato all'interno dell'organo. A seguito di accurate riflessioni riuscirono a prolungare sino a venti minuti, il tempo in cui l'organo non era irrorato. Questa intuizione fu notata dai ricercatori del New York Hospital, i quali chiesero a Judah di lavorare con loro durante l'estate, per sei settimane. Ormai vicino alla laurea con lode, fece i colloqui di ammissione ad Harward, dove fu finalmente ammesso. Dovette tuttavia aspettare un anno prima di poter frequentare, vista la sua giovane età (1952).

## Carriera

### Harvard: Prime ricerche con il Dr. Gross
Grazie a Zollinger, Judah presto riuscì ad entrare nel Cutting-Edge Biomedical Laboratory diretto dal dottor Robert Gross, capo dei chirurghi al Boston Children's Hospital. Judah non ci mise molto a farsi notare, iniziando a mostrare un'attenzione sempre più grande per le ricerche realizzate in laboratorio. Fu particolarmente preso da una ricerca alla quale Gross lavorava già da qualche mese, finalizzata alla cura delle malformazioni del muscolo del cuore nei neonati. Il problema principale da risolvere era la fuoriuscita di sangue dal petto dell'infante, cosa che complicava gli interventi chirurgici, in quanto non consentiva al medico di operare con precisione. Era dunque necessaria una pompetta che prendesse temporaneamente il posto del cuore. Nel 1953 crearono la prima pompetta utilizzabile sugli uomini, anche se questa non risolse tutti i problemi. Un altro problema che Judah affrontò insieme a Gross, fu l'individuazione dei nervi interessati al battito cardiaco in quanto, compromettere uno di quei nervi durante un intervento chirurgico, stava a significare la morte del paziente.
Le nozioni apprese all'Ohio State University e nel laboratorio di Zollinger si rivelarono fondamentali. Ad Harvard ricevette l'attenzione di molti, e spesso accadeva che durante le prove pratiche, gli studenti di anatomia chiedessero la sua consulenza. Tuttavia, sin dall'inizio del suo percorso formativo ad Harvard, Judah non si era mai sentito pienamente a suo agio in quell'ambiente così prestigioso ed esclusivo. Acquisì una certa sicurezza dopo aver appreso l'esito degli esami fatti ad Harvard durante l'anno: era risultato solo secondo in graduatoria.

### Gli ultimi anni di Università e il Pacemaker
Durante il secondo anno di università venne pubblicata la sua prima scoperta: come occludere i piccoli fori che si venivano a formare nei cuori malati. Grazie a tale pubblicazione andò a Chicago, salì in cattedra sollecitando l'interesse di tutti gli intervenuti, anche se ancora la sua ricerca non aveva definitivamente risolto il problema. Con determinazione volle risolvere anche un altro grande problema tipico degli interventi al cuore: l'aritmia. Serviva uno strumento, allora ancora inesistente, il Pacemaker per regolare il battito cardiaco.Quando Gross gli affidò l'intero progetto, Judah subito si mise all'opera. Non avendo alcuna base di ingegneria biomedica si recò al Massachusetts Institute of Technology e chiese all'allora direttore Kurt Lion quale fosse il più giovane e brillante studente dell'istituto, affinché collaborasse al suo programma; fu così che conobbe Fred Vandershmidt. Dopo avergli illustrato il progetto, l'ingegnere chiese a Judah di portargli alcune informazioni, quali ad es.: frequenza, intensità, voltaggio, ecc. In soli due giorni Judah gliele fornì e così Vandershmidt, stupito per lo zelo dimostrato, iniziò subito il lavoro con grande entusiasmo. Dopo qualche mese i due crearono il primo Pacemaker al mondo, anche se ancora di dimensioni troppo grandi per poterlo impiantare nel torace di un individuo. Il caso volle che il nonno Benjamin regalò a Judah 1000 dollari, soldi che prontamente diede a Vandershmidt per comprare tutte le più sofisticate apparecchiature dell'epoca, al fine di ridurre le dimensioni dell'apparecchio. Crearono così il primo Pacemaker impiantabile, della grandezza di un pacchetto di sigarette. I due pubblicarono la scoperta, però non brevettarono l'apparecchio, a causa dell'impossibilità di utilizzarlo sui bambini per le sue dimensioni. Grazie alla loro pubblicazione, in poco tempo e senza ricevere alcun merito, i Pacemaker furono finalmente messi in commercio. Ormai alla fine dei suoi anni ad Harward, con la laurea ottenuta nel 1957, decise di tentare l'ammissione al più sofisticato ospedale di allora, il Massachusetts General, per la pratica chirurgica e il pronto intervento.

### Il concorso al Massachusetts General
Judah sapeva non sarebbe stato affatto facile entrare nel migliore degli ospedali per chirurghi, quale il Massachusetts General, anche se aveva buone speranze per la media alta e per le ricerche svolte con il Dr. Gross. Nel 1957 l'ospedale offriva dodici posti per internati, e solo alcuni avrebbero avuto l'occasione di svolgere sei anni di un apprendistato che avrebbe cambiato la loro vita. La selezione fu durissima; le prove di selezione, scaglionate in tre turni di interrogazioni, iniziarono alle sei del mattino. Judah non fu preciso nelle risposte nei primi due turni, e in biblioteca mentre era in attesa dell'interrogazione finale, rivide i suoi errori. Questo si rivelò cruciale, infatti nell'ultima interrogazione, nell'intento di verificare la velocità e la capacità di apprendimento degli aspiranti, gli esaminatori gli chiesero cosa avesse sbagliato in precedenza. Judah fu così ammesso al Massachusetts General.

#### Primi anni di internato
Tre settimane dopo la laurea Judah iniziò il suo internato; fu nuovamente assalito da un senso di inadeguatezza, nella consapevolezza ora di dover davvero salvare vite umane. Generalmente gli ospedali si occupavano di uno, massimo due casi l'ora. Il Mass General si occupava sempre di almeno sei casi contemporaneamente. Il lavoro non finiva mai e Judah dovette aspettare svariate settimane prima di poter avere un giorno libero. Molti medici non resistettero a questo ritmo e rinunciarono all'incarico, ma Judah no; era sicuro che ne sarebbe valsa la pena. Grazie a questa esperienza egli vide e imparò da centinaia di casi diversi e dopo solo due anni di internato divenne abbastanza competente da poter fare da solo qualsiasi intervento chirurgico. Judah annotò sul suo bolck notes ogni circostanza o impressione della sua attività all'interno dell'ospedale. Due anni dopo, diventato ormai assistente "anziano", preparato e abituato al ritmo dell'ospedale, ricevette un'offerta di lavoro per due anni al servizio della US NAVY. Non poté rifiutare e nel 1960, in compagnia della moglie Paula, si recò al Naval Medical Research Institute in Bathesda. L'esperienza gli cambierà la vita.

#### Judah e Paula
Durante il periodo di internato tutta la famiglia Folkman si ritrovò a Boston. David si era appena laureato a Boston e frequentava il primo anno di università all'Harvard School of Business, mentre Joy frequentava il Wellesley College. Quest'ultima, subito dopo la laurea si sposò con Arthur Moss, un compagno di corso di Judah ad Harvard. Joy, in procinto di trasferirsi da Boston, e preoccupata per il fratello sempre così preso dagli impegni lavorativi, pensò bene di trovargli una ragazza. Pensò ad una sua compagna di corso Paula che, oltre ad essere brillante, era anche molto attraente. I due si incontrarono e si innamorarono in poco tempo. La relazione non fu facile: Judah era perennemente impegnato al Mass General e spesso mancava agli appuntamenti o arrivava in ritardo. Davvero memorabile fu il giorno in cui Judah dichiarò a Paula di volerla al suo fianco per tutta la vita. Al fine di rendere la serata speciale, Judah invitò Paula in un locale elegante, il Ritz-Carlton. Prima ancora che avesse finito di cenare, fu chiamato da Oscar De Pretis, un collega al Mass General, in quanto il suo cane aveva avuto un incidente e doveva essere operato immediatamente. Judah era l'unico in grado di effettuare un simile intervento, e infastidito andò, insieme alla moglie, dall'amico per l'intervento al cane. Quando finì, teso e impacciato, si inginocchiò davanti a Paula e pronunciò le fatidiche parole "mi vuoi sposare". Paula accettò. Dopo meno di tre settimane dal matrimonio entrambi si diressero a Bathesda e durante il viaggio ne approfittarono per andare in luna di miele, prima a Washington D.C. e poi a Miami Beach.

### L'esperienza militare in Marina (1960-1962)
Dopo lo Seconda Guerra Mondiale il governo americano richiamò molti dei migliori neolaureati per iniziare una campagna di ricerca nei vari campi. Judah fu uno di questi. Il 1º luglio 1960 Folkman si presentò al Naval Medical Institute pronto a ricevere il nuovo incarico dagli ufficiali superiori. Fu qui che conobbe Fred Becker, anche lui neolaureato di Harvard, al quale propose lavorare nel tempo libero sulla ricerca in laboratorio. In breve, ad entrambi furono assegnate le loro mansioni e a Judah venne chiesto di operare come assistente a fianco di un cardiochirurgo in sala operatoria, aiutandolo nel corretto funzionamento della pompetta del sangue. Il lavoro risultò molto più leggero rispetto a quello che precedentemente svolgeva al Mass General, e quindi ebbe molto più tempo libero che utilizzava o per ricerche in laboratorio, o per stare con sua moglie, che intanto aveva trovato lavoro all'interno della base come insegnante di musica. Conduceva una vita più tranquilla. La Marina non imponeva ai medici la rigidità della vita militare: dovevano solo essere pronti in caso di ispezione e indossare la divisa.

### Collaborazione con Fred Becker
In quegli anni gli Stati Uniti d'America avevano messo in mare l'USS Enterprise (CVN-65), un'enorme portaerei nucleare la cui unica pecca era la mancanza di sangue a bordo durante i viaggi. Infatti, fino ad allora, il sangue umano non poteva essere conservato per più di tre settimane, in quanto i globuli rossi iniziavano a decomporsi. Il progetto venne assegnato a Folkman e Backer i quali subito si misero al lavoro, pensando di individuare la risoluzione del problema partendo dall'emoglobina. A tale fine richiesero varie soluzioni di emoglobina, che resero polvere attraverso il drenaggio, al fine di poterlo conservare per un periodo indefinito e utilizzarlo miscelato all'acqua marina, laddove se ne ravvisasse la necessità. L'unico modo per testarlo sugli animali sarebbe stato quello di drenare tutto il sangue, per poi reinserirlo. Era impossibile. Dunque Judah ricordò di avere letto l'opera di un Nobel Dr. Alexis Carrel (The culture of organs) in cui veniva descritto come era stato possibile tenere in vita la ghiandola tiroidale attraverso un sistema di pompette. Judah e Backer, avvalendosi di questa idea, richiesero dei conigli per le loro ricerche e iniziarono gli esperimenti sulla ghiandola. Dopo aver testato i vari ricavati di emoglobina, fecero una scaletta delle soluzioni migliori, portando a termine, con successo, la loro missione. Felici i due chiesero di poter tornare alle loro precedenti attività negli ospedali civili, ma la richiesta fu rifiutata.

### Il primo impatto con le cellule tumorali
Avendo così molto tempo libero a disposizione, i due continuarono le loro ricerche, dedicandosi in particolare allo studio della crescita di cellule nuove. La tiroide in cultura, se ferita, non si rigenera producendo nuove cellule. Per il loro progetto di ricerca avevano bisogno di qualcosa che crescesse vigorosamente; servivano cellule tumorali. Era noto che queste crescessero in maniera anormale, e ad una velocità incredibile, però la causa biologica di tale processo era segreta. La scoperta di questa causa biologica divenne il loro primo obbiettivo. Richiesero dunque delle cellule tumorali, quelle del melanoma (cancro della pelle) e subito le impiantarono sulla tiroide in cultura. Avvenne qualcosa di strano nel laboratorio: le cellule crebbero esponenzialmente per giorni, finché tutte le cellule non raggiunsero la stessa dimensione di un millimetro di diametro. I due dottori affascinati, non capivano il motivo di tale fenomeno, ma erano sicuri che vi era qualcosa che impediva il loro sviluppo; dunque Judah decise di cambiare il soggetto dell'innesto, prese una di queste piccole nere cellule tumorali e la impiantò nell'animale vivo. Le cellule che fino ad allora sembravano dormienti si svegliarono e iniziarono subito a riprodursi senza tregua. Judah intuì che il segreto risiedeva nel sistema circolatorio, fino ad allora poco studiato, perché considerato poco rilevante. Infatti subito dopo il posizionamento della cellula tumorale, si notò che dei nuovi capillari si formavano e si diramavano dal sistema circolatorio, dirigendosi verso il tumore. Questa sarà la scoperta che gli segnerà la vita.

### Collaborazione con David Long
Nel frattempo al laboratorio arrivò il Dr. David Long un cardiochirurgo proveniente dall'University of Minnesota. Il Dr. Long iniziò subito a collaborare con Folkman per la creazione di un piccolo contenitore di gomma che potesse in modo lento e graduale rilasciare droghe o ormoni nell'individuo. L'idea venne quando entrambi, usando la plastica nei loro esperimenti, notarono che alcuni degli speciali coloranti biologici tingevano i tubicini, mentre altri fuoriuscendo li lasciavano puliti. Il mistero secondo i due risiedeva nella solubilità nell'olio delle sostanze. Infatti i coloranti solubili nell'olio, fluivano attraverso il tubo di plastica, fuoriuscendo lentamente. Dunque crearono un contenitore di qualche centimetro, fatto di plastica, al cui interno erano racchiuse droghe o ormoni e le impiantarono nel cuore di un animale. L'esperimento fu un grande successo, lo strumento permetteva di rilasciare nell'organismo piccole dosi di queste sostanze per lungo tempo; la più famosa applicazione di questa loro invenzione furono i contraccettivi Norplant.

### Dal ritorno a Boston al Mass General
Il rientro al Mass General fu come una doccia fredda per Judah; tuttavia per lui non fu difficile riprendere il ritmo. Subito riprese la sua piena attività di chirurgo, ormai completamente autonomo. Cosa singolare che avvenne in questo periodo fu che chiese a tutti i suoi colleghi di annotare in dettaglio tutti i loro casi più interessanti. Ricevette così informazioni su migliaia di casi, che analizzò arrivando a sceglierne quattordici. Rielaborò le informazioni utili, creando un manuale. Venne chiamato "The Bang Bang Book" e tutti i suoi colleghi e amici ne chiesero delle copie.
Giunto ormai quasi alla fine dei sei anni al Mass General, l'ospedale consentiva solo a due internati di effettuare un ulteriore anno come capo internato di chirurgia. Per la carriera di un chirurgo, essere selezionati alla fine del settimo anno, era molto prestigioso. Per Judah fu un periodo molto stressante in quanto temeva di non essere selezionato. Non vi era alcun modo di prevedere chi sarebbe stato scelto; un'unica persona, Dr. Edward Churchill capo chirurgo al Mass General, aveva potere decisionale nel conferire gli incarichi. Alla fine Judah fu scelto. Questo cambiò profondamente il suo ruolo: aveva un unico capo ovvero il Dr. Churchill; doveva badare a tutti gli altri chirurghi e se questi sbagliavano, lui ne rispondeva personalmente; sceglieva chi doveva operare cosa e quando; effettuava i casi più complessi, ampliando così la sua esperienza. Judah avvertì un grande senso di responsabilità.

### Un "Rabbi-like doctor"
In questo periodo Paula e Folkman decisero di avere un figlio che nacque nel 1964, Laura Folkman. La bambina alla nascita era affetta da fibrosi cistica, cosa che però, grazie alle attente cure e all'amore dei genitori, non le creò grossi problemi durante la crescita. Sia Judah che la moglie, erano entrambi portatori della malattia e quindi non erano troppo sicuri di volere un altro figlio; dopo lunghe riflessioni decisero di provarci. Kenneth Folkman nacque un anno dopo Laura, anche lei affetta da fibrosi cistica. Questa volta però i genitori non poterono far nulla per salvarla a dopo qualche settimana morì. Affranti dall'accaduto, decisero di tentare la sorte un'ultima volta e fu così che nacque Marjorie, l'ultima delle tre figlie che per fortuna nacque sana. La nascita delle figlie rese Judah più maturo, veramente consapevole di cosa significasse essere vicini al paziente e ai familiari di questo, provando un forte senso di compassione. Da allora fu sempre più attento ai bisogni emotivi e affettivi dei suoi pazienti. Ad aiutarlo a comprendere pienamente la sua esperienza, fu il padre rabbino Jerome Folkman che spesso consultava per riceverne consigli. Era diventato quello che hanno definito un "Rabbi-like doctor" ovvero un dottore rabbino. I colleghi di Judah, confidando nella sua saggezza, spesso gli chiedevano consigli su come comportarsi; la domanda più frequente che gli rivolgevano era "cosa farebbe o direbbe tuo padre?".

### Dal Mass General al City Hospital di Boston
Finito il suo settimo anno, Judah poté scegliere. Era suo desiderio restare ad Harvard per insegnare e gli furono fatte due proposte: rimanere al Mass General, oppure andare al Boston City Hospital. Entrambi gli incarichi gli avrebbero consentito di insegnare all'Harvard Medical School. La scelta fu ponderata a lungo. Anche se il Mass General era molto più rinomato, il Dr. William McDermot gli sconsigliò di restare nello stesso ospedale ove era si era formato. Per tale motivo scelse il City Hospital. Iniziò dunque ad insegnare come istruttore (il grado più basso della carriera degli insegnanti) agli studenti del terzo e quarto anno di medicina, lavorando contemporaneamente come chirurgo all'ospedale affiliato. Quell'anno acquisì una certificazione come chirurgo toracico.

### Il Children's Hospital e il Dr. Judah Folkman
Intanto le cose stavano cambiando al Children's Hospital, ospedale dove lavorava il suo vecchio mentore Gross. Quest'ultimo si era interessato sempre più di cardiochirurgia, trascurando la sua posizione di chirurgo pediatrico. Nel 1967 l'ospedale assegnò al Dr. Gross la nomina a capo Cardiochirurgo, e così il suo posto in pediatria rimase vacante. L'uomo che scelsero come successore del Dr. Gross fu il trentaquattrenne Judah Folkman. Divenne così il più giovane professore nella storia di Harvard, improvvisamente all'apice della sua carriera di insegnante, cosa che in genere richiedeva almeno un decennio. Il fatto che Judah fosse stato scelto, risultò molto strano; numerosi erano coloro che ambivano a quel posto, chirurghi più anziani e più esperti. Infatti il giovane dottore non aveva molte nozioni di chirurgia pediatrica, tuttavia in sede di colloquio di lavoro, i quindici dottori che erano lì ad esaminarlo, dissero chiaramente "non possiamo farcelo scappare". Per compensare alla sua mancata specializzazione in chirurgia pediatrica, avvenne un'altra cosa mai vista prima di allora ad Harvard: un professore Judah venne mandato a seguire per sei mesi gli insegnamenti di chirurgia pediatrica dal noto Dr. C. Everett Koop.

### Specializzazione in chirurgia pediatrica
Il Dr. Koop lo accolse con grande interesse e gli chiese di mantenere segreto il fatto che fosse un professore. Judah era presentato ai colleghi come un internato anziano. In questo periodo Judah si impegnò insieme a Koop nei più complicati casi di chirurgia, soprattutto sugli infanti; era questa una pratica molto più delicata e complicata rispetto a quelle a cui era abituato. Inoltre il suo nuovo mentore chiese a tutti i colleghi che prestavano servizio presso gli ospedali di Filadelfia e dintorni, che tutti i casi di pediatria più complicati, fossero inviati a lui. Fu così che in un ospedale dove al massimo si effettuava qualche operazione a settimana, Judah ebbe l'occasione di praticarne almeno una al giorno. I due lavoravano insieme e Judah, alla fine di ogni intervento, annotava sul suo block notes tutti i suoi pensieri. Un altro dettaglio che cambiò la prospettiva medica di Judah fu il fatto che il Dr. Koop riteneva che le chiamate da casa fossero importantissime: si poteva capire di più del paziente in cinque minuti a casa sua che in una settimana in ospedale. Spesso faceva in modo che, laddove vi fosse la certezza che i bambini stavano per morire, lasciava che questi trascorressero le ultime ore o giornate circondati dall'affetto e dal calore familiare nelle proprie case. Fu così che anche Folkman divenne un grande sostenitore dell'importanza delle chiamate da casa. L'obiettivo di Koop era stato raggiunto; il programma di insegnamento, che sarebbe dovuto durare due anni, venne concentrato in sei mesi e Judah tornò a Boston quale esperto chirurgo pediatrico.

### Ricerca nell'angiogenesi: i postulati e gli obbiettivi
Judah era appassionato alla ricerca. Nel 1965 finalmente ricevette la disponibilità di una stanza che, pur essendo molto piccola, lui chiamò laboratorio. Non avrebbe mai rinunciato alle sue attività di chirurgo e di insegnante, però doveva scoprire una cosa che non poteva ignorare: il mistero dei tumori e dei loro vasi sanguigni. La vascolarizzazione dei tumori, la crescita di vasi sanguigni verso il tumore, era il fenomeno che faceva la differenza nel tumore stesso. Il suo postulato era: le cellule tumorali sembrano produrre o emettere un fattore di crescita che provoca la vascolarizzazione. Identificare questo fattore e trovare qualcosa che lo inibisce, avrebbe portato Judah alla scoperta di una vera cura, di una cura, come lui sosteneva, che elimina il tumore ma non il paziente (le cure in uso allora, come oggi sono dannose per l'organismo).

## Inizia L'impresa
Dopo aver ricevuto dei fondi dal City Hospital al fine di aprire un nuovo laboratorio, Judah si mise subito al lavoro, rifacendo gli stessi esperimenti che aveva fatto con Beker quando era in marina. I risultati furono gli stessi e Judah arrivo a tre possibili conclusioni: i tumori stessi alimentano la propria crescita, la vita dei tumori dipende dai vasi sanguigni, avendo bisogno di vasi sanguigni, il tumore doveva necessariamente secernere un fattore che attirasse i vasi vicini a sé.
Lavorò da solo per due anni, fino a quando non arrivò nel 1967 Michael Gimbrone Jr., uno studente del secondo anno che era interessato a partecipare alla sua ricerca. Judah lo accolse favorevolmente e gli parlò del suo lavoro e delle sue intenzioni. Il giovane studente, a dispetto di molti altri, trovò il progetto molto interessante. Nel 1968 Gimbrone fu autorizzato per un anno a dedicarsi alla ricerca e divenire così il primo collaboratore del Dr. Folkman fino al 1970, anno in cui Gimbrone si laureò. I loro presupposti erano giusti, ma ancora non riuscirono a trovare la dimostrazione inconfutabile di quello che andavano predicando.

### Primo esperimento (l'occhio I)
Nel 1971 Judah non era un noto scienziato, ed era molto criticato per le sue idee sull'angiogenesi. Le critiche principali erano due: lavorava in vitro e sosteneva che lo spostamento dei vasi sanguigni fosse causato dall'angiogenesi e non, come tradizionalmente si riteneva, da un'infiammazione. Nel 1941 Harry Greene, patologo che studiava immunologia alla Yale University, descrisse, nel Journal of Experimental Medicine, come aveva spostato un tumore dal corpo di un coniglio, all'interno dell'occhio. Greene studiava la reazione e le difese dell'organismo a questo spostamento. Judah invece vide l'esperimento come una dimostrazione pratica del fenomeno dell'angiogenesi. Egli effettuò lo stesso esperimento di Greene, inserendo un piccolo tumore nell'occhio di un coniglio e notò che questo, dopo una settimana, galleggiava dormiente nel liquido all'interno dell'occhio. Questo si spiegava perché la parte anteriore dell'occhio è libera da vasi sanguigni. Tale esperimento fece cadere la prima critica di cui sopra, in quanto non aveva operato in vitro, bensì su un corpo vivo. Tuttavia ancora non era riuscito a dimostrare che lo spostamento dei vasi sanguigni fosse causato dall'angiogenesi. Mentre lavorava a questo esperimento, essendo capo chirurgo al Children's Hospital, ottenne l'utilizzo del decimo piano di un nuovo edificio, ove creò un enorme laboratorio.

### Secondo esperimento (l'occhio II)
Nel 1972 Gimbrone tornò da Folkman e insieme effettuarno un nuovo esperimento che coinvolgeva nuovamente l'occhio. L'obbiettivo era visualizzare come i vasi sanguigni si formassero attorno al tumore: si inseriva il tumore al centro della cornea, lo si lasciava lì sino a quando diventava dormiente in assenza di vasi circostanti, e successivamente lo si inseriva nell'iride (anatomia) che invece era ricco di vasi. Per questo tipo di intervento però, era necessaria una grande abilità chirurgica in quel determinato settore e quindi si rivolsero al Dr. Nahan Zauberman per imparare a farlo. L'esperimento ebbe successo e Judah e Gimbrone lo utilizzarono per dimostrare il fenomeno dell'angiogenesi e il fatto che i tumori producono un fattore causa. Folkman ne era così convinto, che diede subito un nome a questo fattore, chiamandolo TAF, ovvero Tumor Angiogenesis Factor. Adesso l'obbiettivo era individuare questo fattore. fin dall'inizio tentò di dissezionare al minimo il tumore per trovare questa molecola, ma ad ogni esperimento, restava sempre con poco volume di sostanza e il tentativo falliva.

### Terzo esperimento (l'occhio III)
Un giorno Gimbrone portò in laboratorio un compasso e propose un nuovo esperimento. Era risaputo che più grande era la molecola, più difficilmente e lentamente questa raggiungeva un determinato punto. Tenendo presente la funzionalità del compasso, l'impianto di piccoli tumori a varie distanze dai vasi sanguigni, dimostrò che il fattore TAF, a una distanza dai vasi sanguigni superiore ai tre millimetri, non riusciva a spostarsi e a raggiungerli, e dunque non provocava l'angiogenesi. A distanze inferiori, invece, si poteva chiaramente vedere che dei piccoli vasi si dirigevano verso il tumore a conferma del fatto che il fattore TAF esisteva. Pubblicò i risultati, ma ancora il mondo scientifico continuava a sostenere che lo spostamento dei vasi sanguigni non era causato dall'angiogenesi, come sosteneva Judah, ma da un'infiammazione.

### Quarto esperimento (Le cellule tumorali non sopravvivono solo con nutrimenti)
Judah ebbe una nuova idea. Volle dimostrare che i tumori non hanno solo bisogno di ossigeno e nutrimenti, ma di vasi. Disse ai suoi collaboratori di far crescere le cellule tumorali in un recipiente pieno di amminoacidi, di ossigeno e di tutti quei nutrienti che servono alle cellule per crescere. Le cellule sarebbero cresciute o si sarebbero fermate? Come previsto si fermarono e la dissezione dei tumori mise in luce che le cellule interne erano morte in quanto sovrastate da altre che non permettevano a queste ultime di ricevere i nutrimenti. Questa fu un'ulteriore dimostrazione che le cellule tumorali per svilupparsi avevano bisogno di vasi sanguigni e dunque dell'angiogenesi.

### Quinto esperimento (Chicken Chorioallantonic Membrane Assay CAM)
Dopo poco tempo Judah si ritrovò a leggere un libro di un biologo della Pennsylvania, Joseph Leinghton, il quale descriveva come usava delle ordinarie uova per vedere il comportamento dei tumori. L'esperimento consisteva nel versare il contenuto dell'uovo all'interno di un contenitore, che poi veniva chiuso e posto in un'incubatrice, fino a quando l'embrione iniziava a crescere. Formatosi l'embrione, si poneva un piccolo tumore all'interno del preparato e non passava molto tempo prima che i vasi sanguigni iniziassero a dirigersi verso il tumore.
Tale esperimento venne chiamato Chicken Chorioallantoic Membrane (CAM).

### Collaborazione con Dr. Bert L. Vallee
Con il passare del tempo, Judah continuava a cercare di isolare il fattore TAF da una soluzione tumorale, senza alcun risultato. Presto si rese conto che questo tipo di ricerca riguardava un campo allora ancora poco esplorato, la biochimica. Dunque per proseguire i suoi studi, capì che aveva bisogno del supporto di un esperto biochimico. Dopo varie ricerche decise di tentare di coinvolgere nel programma il professore di biochimica Dr. Bert L. Vallee, il cui lavoro era incentrato su ricerche mediche finalizzate alla diretta applicazione clinica. Vallee era un uomo molto serio e rigoroso negli esperimenti e accettò a una condizione: avrebbero lavorato separatamente in due laboratori, per poi successivamente confrontare i risultati ottenuti nei due laboratori, al fine di rendere la ricerca più accurata. Judah accettò e i due subito si misero al lavoro.

### Lavoro su larga scala
Con il supporto del biochimico Vallee, Judah continuò a frazionare i suoi preparati per l'individuazione del fattore, ma senza alcun risultato. Vi era un problema di numeri: il fattore che Judah pensava fosse presente in grandi quantità, in milligrammi, in realtà era così potente, che ve ne erano solo dei nanogrammi. Dunque risultava impossibile identificarlo in un qualche litro della soluzione tumorale. Bisognava aumentare la quantità di soluzione con cui lavorava, fino a cento litri almeno. Preparare e conservare in un laboratorio una tale dose di soluzione, con i fondi che avevano a disposizione, sarebbe stato impossibile: avevano bisogno di un appoggio esterno. Vallee in quel periodo aveva buoni contatti con la più grande Società chimica americana del tempo, Monsanto, e questi probabilmente avrebbero trovato la loro idea interessante.

### Le trattative con Monsanto e il crollo di una tradizione
Dopo un breve periodo di riflessione, il capo dell'azienda Monsanto Throdahl decise che questo investimento nella ricerca sarebbe stato molto proficuo per l'azienda e dunque si adoperò per stipulare un contratto con Harvard, Università da cui dipendevano i due scienziati. Le difficoltà furono molte, in particolare legate a quelle che erano le tradizioni della storica università. La richiesta principale che l'azienda avanzava era che, nel momento in cui i due ricercatori avessero scoperto qualcosa, le informazioni sarebbero dovute passare prima per l'azienda, per poi successivamente essere pubblicate, al fine di consentire all'azienda l'eventuale brevetto della scoperta. Questo però andava contro le leggi interne di Harvard che tradizionalmente imponeva che ogni scoperta, frutto di ricerca fatta in ambito universitario, fosse e rimanesse pubblica. Dopo quasi due anni di trattative, alla fine Meadow che si fece carico del contratto, ne creò uno di trentacinque pagine nel rispetto dell'integrità dell'istituzione. Era chiaro che le ricerche sarebbero state pubblicizzate immediatamente, però Harvard doveva prima informarne direttamente l'azienda, che avrebbe così avuto la prerogativa di deciderne l'eventuale brevetto, battendo così la concorrenza. L'accordo andò in porto nel 1974 e la ricerca di Folkman ebbe finalmente i finanziamenti necessari: ventitré milioni di dollari per un periodo di dodici anni. Folkman ricevette subito tutti gli strumenti più avanzati del periodo e poté contare su un appoggio finanziario non indifferente.

### Cambiano i rapporti tra le Università e le multinazionali
Ricordiamo che non era mai accaduto prima nella storia che un'istituzione stipulasse un accordo con un'azienda, smantellando così una regola allora fondamentale per le istituzioni universitarie. Per ben due anni l'accordo rimase segreto, per poi finire su tutti i giornali di critica più famosi del tempo. Ben presto, sull'impronta di Harvard, poco a poco tutte le università iniziarono a stipulare contratti simili. Spesso furono richieste le ormai famose trentacinque pagine del contratto tra Harvard e Monsanto.

### Proseguono le ricerche
Con i fondi necessari, finalmente Judah poté dedicarsi alla ricerca per isolare l'enigma TAF. Tuttavia vi furono altre difficoltà, che non riguardavano Harvard o Monsanto, ma Vallee. Purtroppo quest'ultimo era già impegnato in numerose ricerche e dunque non dedicava molto tempo alle proposte di Folkman. Inoltre lavoravano in laboratori diversi sia per metodo di lavoro, che per atmosfera; la serietà e rigidità del laboratorio di Vallee, di contro all'ambiente familiare del laboratorio di Judah.
Poco dopo la stipulazione del contratto, Judah iniziò a lavorare con Joe Fedder, dipendente del Monsanto, portandogli le culture di cellule tumorali e spiegandogli i segreti della cultura fuori dal corpo delle cellule. Fredd si adoperò facendo molta attenzione ai vari fattori, quali temperatura, acidità, presenza di nutrienti e sterilità, la cui variazione avrebbe provocato la morte delle cellule che crescevano. Una grande quantità di cellule tumorali era pronta per la ricerca di Folkman e Vallee. Il lavoro fu difficile, richiedeva ingente tempo, e per lungo tempo restò improduttivo. La ricerca continuerà per almeno un decennio.

### La cartilagine e l'angiogenesi
Mentre cercava di identificare il fattore che provocava l'angiogenesi, il TAF, Judah continuò ad avere nuove intuizioni, in particolare riguardo a come e cosa potesse inibirlo. Esistevano due posti nel corpo dove apparentemente non vi erano vasi sanguigni, nella cornea dell'occhio, il che era ormai risaputo, e all'interno della cartilagine. Non si sapeva perché non vi fossero vasi nella cartilagine, pertanto Judah giunse alla conclusione che la cartilagine produceva una molecola che inibiva la formazione di vasi in essa. Tale idea si fece ancora più forte per il fatto che gli embriologi del tempo avevano osservato che, all'inizio della vita del feto, i vasi sanguigni aiutavano le cellule cartilaginee a crescere, ma prima della nascita i vasi si ritiravano, scomparendo completamente. A Chicago si scoprì inoltre che i vasi sanguigni arrivavano alla cartilagine solo nel momento in cui le sue cellule morivano. Judah ne era convinto: queste cellule dovevano secernere qualcosa che inibisce la formazione di vasi sanguigni.

### Sesto esperimento (l'occhio IV e la cartilagine)
Per osservare le proprietà della cartilagine, i due tornarono a concentrarsi sulle ricerche già fatte in passato sull'occhio dei conigli. Il procedimento era lo stesso: inserire un piccolo tumore nell'iride, posizionandolo in modo che fosse abbastanza vicino ai vasi sanguigni per attirarli a sé. Fecero due prove: la prima ponendo tra i vasi e il tumore un piccolo pezzo di cartilagine con cellule vive, la seconda con cellule di cartilagine morta. L'esperimento fu un successo. Il primo esperimento con la cartilagine viva, nei mesi, non portò alla formazione di nessun vaso sanguigno, il secondo mostrò che in un breve tempo i vasi si ramificavano, attraversando le cellule morte di cartilagine, fino ad arrivare al tumore. La cartilagine produceva una molecola che inibiva l'angiogenesi. Questa poteva essere la cura che cercavano.

### Collaborazione con Robert Langer
Robert Langer era un ingegnere chimico del Massachusetts Institute of Technology convinto che la ricerca potesse cambiare il mondo. Agli inizi del ventesimo secolo la ricerca era fine a se stessa, senza molte finalità pratiche. Solo verso la fine del secolo, a seguito della scoperta di nuovi campi di indagine e al lavoro di numerosi scienziati, tra i quali anche il Dr. Folkman, la ricerca fu finalizzata all'uso pratico. Langer si recò quindi da Judah, chiedendogli di poter partecipare al programma. Venne accolto con grande interesse in quanto nel laboratorio mancava un ingegnere e sicuramente lui avrebbe fatto la differenza. Prima di iniziare però fu istruito su nozioni di biologia e su come lavorare in un laboratorio come quello. Apprese subito e Judah rimase colpito dalla sua vivace intelligenza.

### Ottavo esperimento (Il micro filtro)
Judah chiese a Longer di lavorare a un progetto che aveva iniziato in marina, la plastica che permetteva il flusso di sostanze. Egli pensò che, visto che la TAF era una grande molecola, attraverso un particolare, finissimo filtraggio, sarebbero riusciti ad individuarla. Langer si adoperò subito per creare questa plastica che permetteva a molecole più grandi di filtrare lentamente e per un lungo periodo, proprio come facevano i tumori. Aveva però bisogno di una plastica con determinate caratteristiche, in particolare non doveva causare irritazioni. Dopo vari tentativi, provò ad usare la plastica in polvere. Quest'ultima mischiata con l'alcol diventava un fluido gommoso, al cui interno inserì solide molecole di proteine che si amalgamarono al composto. Facendo evaporare l'alcol, creò una plastica che conteneva all'interno le proteine che dovevano essere eliminate. A tal fine fece passare la plastica sotto l'acqua, facendo dilatare le proteine che, tornate alle condizioni normali dopo essere stati tolti dall'acqua, erano più piccole dei fori che si erano allargati. Questi ultimi lentamente fuoriuscirono dalla plastica che divenne così un filtro microscopico. Fu una scoperta importantissima per tutte le industrie mondiali, una scoperta che segnerà la vita e la carriera da Langer.

### Nono esperimento (il fattore inibitore e la cartilagine)
Contemporaneamente Judah chiese a Langer di isolare il primo fattore inibitore, presente all'interno della cartilagine. Fare studi così complessi sulla cartilagine richiedeva grandi quantità di materiale e sicuramente i conigli non erano sufficienti. Per questo motivo arrivarono al laboratorio dalla macelleria centinaia di chili di ossa di mucca dai quali, una volta ripuliti, veniva prelevanta la cartilagine necessaria per l'esperimento. La cartilagine veniva poi spezzettata e posta in una soluzione chimica dove lentamente si dissolveva, rilasciando un fluido che, dopo vari frazionamenti, avrebbe portato all'identificazione del fattore. Finalmente dopo circa un anno si videro i primi risultati: il liquido ottenuto, se versato all'interno dell'occhio del coniglio con il tumore, impediva l'angiogenesi. Judah capì che erano sulla giusta strada e quindi investì più fondi in quell'ambito della ricerca, assumendo nei laboratori più collaboratori per prelevare la cartilagine dagli animali. Langer aveva bisogno di più cartilagine possibile e per questo motivo richiese squali, perché composti soprattutto da cartilagine. Langer pensò in grande e ciò portò i suoi frutti. Dopo due anni, nel 1976, crearono una sostanza che, pur non essendo ancora una pura molecola, inibiva l'angiogenesi sia negli esperimenti sugli occhi dei conigli, che sulle uova.

### Collaborazione con Bruce Zetter (TAF esiste)
Ormai dimostrata, anche se non in maniera inconfutabile, la sua idea riprende vigore in un esperimento che già in precedenza era fallito con Gimbrone: utilizzare la TAF sulle cellule endoteliali, estratte dalle vene dei cordoni ombelicali umani. Judah si aspettava che il fattore facesse aumentare esponenzialmente la divisione delle cellule, ma non fu così. Nel 1976 ebbe un'intuizione: i tumori non attirano grosse vene, ma capillari, dunque stava lavorando sulle cellule sbagliate. Fino ad allora si credeva che l'intero sistema circolatorio fosse costituito dalle stesse cellule. Judah era convinto del contrario. A tale fine provò a far crescere in cultura le cellule che componevano i capillari. Non vi riuscì, finché non arrivò al suo laboratorio Bruce Zetter, esperto di vasi sanguigni, avendo collaborato negli anni precedenti con il biologo Denis Gaspodarowicz. Entrambi lavorarono al progetto con due metodi diversi. Alla fine Zetter vi riuscì. Zetter pensò che il motivo per il quale non crescevano, fosse dovuto al fatto che si trovavano in un ambiente simile a quello originario nel corpo. Creò quindi un preparato gelatinoso che rassomigliasse all'ambiente originario e vi poggiò le piccole cellule. Il risultato fu perfetto, le cellule crescevano perfettamente anche se lentamente. A questo punto prese una piccola porzione della soluzione in cui avrebbe dovuto essere presente il fattore TAF e ne verso un po' al di sopra delle cellule. Il risultato fu eclatante: le cellule iniziarono a crescere in maniera rapidissima. Era finalmente riuscito ad dimostrare la presenza di questo fattore. Pubblicato il risultato nel 1979, nel Proceedings of the National Academy of Science, nessuno ebbe più dubbi e furono in molti quelli che iniziarono a interessarsi alle sue ricerche e allo studio più approfondito dei vasi sanguigni.

## Conclusione
Il rinnovato interesse per queste ricerche ha portato in tutto il mondo grandi progressi in ambito scientifico. Dopo questa importante scoperta Judah ricevette la credibilità e l'appoggio di molti, stimolando le nuove ricerche di altri scienziati. Judah ha aperto la strada all'uso dell'interferone nella terapia del cancro, alla cura di emangioma (degenerazioni che minacciano spesso la vita degli infanti). La sua ricerca ha condotto allo sviluppo di composti sempre più potenti, quali l'angiostatina, l'endostatina e la vasculostatina, che hanno fermato con successo lo sviluppo dei tumori nei topi di laboratorio e tutt'oggi vengono spesso usati in combinazione per sconfiggere il cancro nell'uomo.
Il Dr. Folkman è morto all'età di 74 anni, nel 2008, a Denver, probabilmente a causa di un attacco di cuore mentre stava cambiando aereo per recarsi ad una conferenza a Vancouver. Nei suoi ultimi anni, il Dott. Folkman era professore di biologia delle cellule presso la Scuola medica di Harvard ed era inoltre direttore del programma vascolare di biologia al Children Hospital di Boston.

## Premi
Nel 2002 la Medical University of South Carolina nell'ambito del Charles Lindbergh Symposium per il centenario della nascita di Lindbergh gli ha conferito il "Lindbergh-Carrel Prize", realizzato a cura della Fondazione Alexis Carrel , per le sue ricerche nell'ambito dell'angiodipendenza della crescita tumorale insieme ad altri 9 ricercatori, tra i quali Mikael De Backey
Per il suo lavoro all'Ospedale generale del Massachusetts, il Dott. Folkman riceve il premio medico Boylston.
Riceve il premio 2006 dell'"Innovazione del Jacobson" dall'Università americana dei chirurghi, premio che onora i chirurghi viventi che si distinguono per le loro ricerche in chirurgia.
Nel 2005, è invitato quale relatore principale al "Simposio Presidenziale della Scienza„, “alla Riunione Annuale dell'ASCO 2005„. Le riunioni annuali dell'ASCO sono le riunioni di oncologia cliniche più universalmente riconosciute.
Nel 2003, la “ Fondazione di Angiogenesi„ assegna al Dott. Folkman un " Distinto Premio di Successo„.

## Pubblicazioni
- Folkman J. Tumor angiogenesis: therapeutic implications. New England Journal of Medicine 1971; 285: 1182-1186.
- Browder T, Butterfield CE, Kraling BM, Shi B, Marshall B, O'Reilly MS, Folkman J. Antiangiogenic scheduling of chemotherapy improves efficacy against experimental drug-resistant cancer. Cancer Res 2000; 60: 1878-1886.
- Folkman J. Kalluri R. Cancer without disease. Nature 2004; 427: 787
- Satchi-Fainaro R, Puder M, Davies JW, Tran HT, Sampson DA, Greene AK, Corfas G, Folkman J. Targeting angiogenesis with a conjugate of HPMA copolymer and TNP-470. Nature Medicine 2004; 10: 255-261.
- Abdollahi A, Hahnfeldt P, Maercker C, Grone HJ, Debus J, Ansorge W, Folkman J, Hlatky L, Huber PE. Endostatin's antiangiogenic signaling network. Molecular Cell 2004; 13: 649-663.
- Satchi-Fainaro R, Mamluk R, Wang L, Short SM, Nagy JA, Feng D, Dvorak AM, Dvorak HF, Puder M, Mukhopadhyay D, Folkman J. Inhibition of vessel permeability by TNP-470 and its polymer conjugate, caplostatin. Cancer Cell 2005; 7: 251-261.